# Mandres-sur-Vair
Mandres-sur-Vair è un comune francese di 438 abitanti situato nel dipartimento dei Vosgi nella regione del Grand Est.

## Società

### Evoluzione demografica
Abitanti censiti